# Chlorophorus guerryi
Chlorophorus guerryi là một loài bọ cánh cứng trong họ Cerambycidae.